# Distrikt Semporna
Der Distrikt Semporna ist ein Verwaltungsbezirk im malaysischen Bundesstaat Sabah. Verwaltungssitz ist die Stadt Semporna. Der Distrikt ist Teil des Gebietes Tawau Division, zu dem die Distrikte Kunak, Lahad Datu, Semporna und Tawau gehören.

## Demographie
Semporna hat 166.587 Einwohner (Stand: 2020). Die Bevölkerung des Distrikts Semporna betrug laut der letzten Zählung im Jahr 2010 133.164. Die Mehrzahl der Einwohner sind Bajau, von denen viele in den Außenbezirken der Stadt Semporna in Pfahlhäusern direkt über dem Wasser leben.

## Verwaltungssitz
Verwaltungssitz des Distrikts ist die Stadt Semporna.